# Trigonella hamosa
Trigonella hamosa är en ärtväxtart. Trigonella hamosa ingår i släktet trigonellor, och familjen ärtväxter. Utöver nominatformen finns också underarten T. h. hamosa.